# Южный (Переволоцкий район)
Ю́жный — хутор в Переволоцком районе Оренбургской области, входит в состав Садового сельсовета.

## География
Хутор находится на расстоянии примерно 3 км (по прямой) к югу от посёлка Переволоцкий, административного центра района.

### Часовой пояс
Хутор Южный, как и вся Оренбургская область, находится в часовой зоне МСК+2. Смещение применяемого времени относительно UTC составляет +5:00.

## Население
| 2010 |
| ---- |
| 242  |

### Национальный состав
Согласно результатам переписи 2002 года, в национальной структуре населения русские составляли 52 % из 261 чел., казахи — 26 %.